# Feminists for Life
Feminists for Life of America (FFL) – amerykańska organizacja pro-life typu non-profit.
Zwolenniczki i członkinie FFL określające się feministkami uważają, że przerywanie ciąży stanowi morderstwo (a więc narusza prawa osób nienarodzonych, w tym również płci żeńskiej), a jego dopuszczalność jest sprzeczna z dobrem kobiet. Twierdzą, że dopuszczalność aborcji stanowi wymówkę dla państwa i społeczeństwa w stosunku do pomocy udzielanej matkom oraz że dopuszczalność aborcji stawia kobietę przed krzywdzącym wyborem pomiędzy życiem własnego dziecka a planami zawodowymi. Podkreślają szkodliwość aborcji dla zdrowia kobiety. FFL powołuje się na niektóre sprzeciwiające się aborcji sufrażystki (Susan B. Anthony). 
FFL jest silnie krytykowana przez inne organizacje feministyczne.
Do FFL należy m.in. Sarah Palin.